# Шара-Горохон
Шара-Горохон (бур. Шара горхон) — село в Карымском районе Забайкальского края России. Входит в состав сельского поселения «Тыргетуйское». Основано в 1924 году.

## География
Село находится в юго-западной части района, на левом берегу реки Нижний Шара-Горохон (приток реки Туры), на расстоянии примерно 38 км (по прямой) к юго-западу от посёлка городского типа Карымское, административного центра района. Абсолютная высота — 718 м над уровнем моря.
Климат
Климат характеризуется как резко континентальный, сухой. Средняя температура самого холодного месяца (января) составляет −20 — −25°С, температура самого тёплого (июля) — 18°С. Среднегодовое количество атмосферных осадков составляет около 400 мм.
Часовой пояс
Село Шара-Горохон находится в часовой зоне МСК+6. Смещение применяемого времени относительно UTC составляет +9:00.

## Население
| 2010 | 2021  |
| ---- | ----- |
| 1267 | ↘1153 |

Половой состав
По данным Всероссийской переписи населения 2010 года, в гендерной структуре населения мужчины составляли 81,8 %, женщины — соответственно 18,2 %.
Национальный состав
Согласно результатам переписи 2002 года, в национальной структуре населения русские составляли 90 % из 1543 чел.

## Улицы
Уличная сеть села состоит из двух улиц:
- ул. Лесная,
- ул. Центральная.